# Coniopteryx aspoecki
Coniopteryx aspoecki är en insektsart som beskrevs av Kis 1967. Coniopteryx aspoecki ingår i släktet Coniopteryx och familjen vaxsländor. Inga underarter finns listade i Catalogue of Life.